# تاوه (همدان)
تاوه (همدان)، روستایی از توابع بخش فامنین شهرستان همدان در استان همدان ایران است. این روستا در ۳٫۵ کیلومتری شهرستان فامنین قرار گرفته‌است.

## جمعیت
این روستا در دهستان خرم‌دشت قرار دارد و براساس سرشماری مرکز آمار ایران در سال ۱۳۹۵، جمعیت آن ۱۰۲۴ نفر (۳۳۱ خانوار) بوده‌است.